# Cornier
Cornier est une commune française située dans le département de la Haute-Savoie, en région Auvergne-Rhône-Alpes.

## Géographie

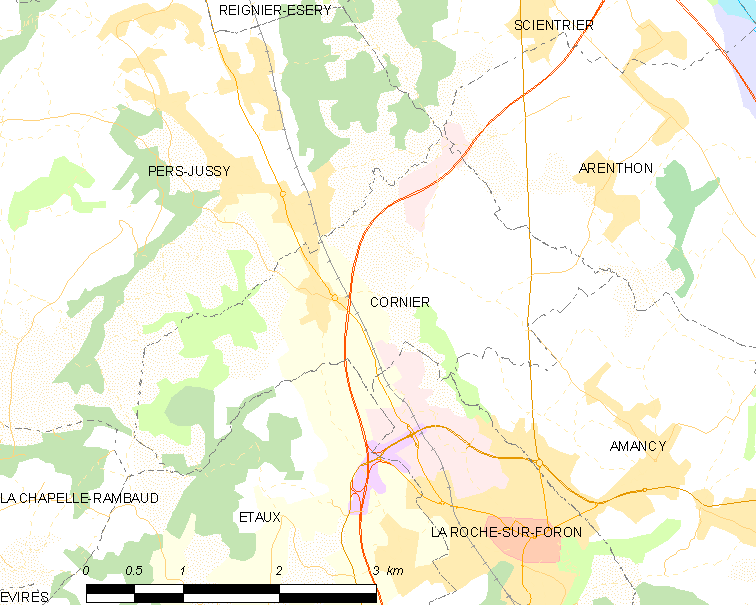
Plan du territoire de Cornier.

Cornier est une commune de la vallée de l'Arve, située à 3 km au nord de La Roche-sur-Foron.

## Urbanisme

### Typologie
Au 1er janvier 2024, Cornier est catégorisée commune rurale à habitat dispersé, selon la nouvelle grille communale de densité à sept niveaux définie par l'Insee en 2022.
Elle appartient à l'unité urbaine de Cluses, une agglomération intra-départementale regroupant 18  communes, dont elle est une commune de la banlieue,,. Par ailleurs la commune fait partie de l'aire d'attraction de Genève - Annemasse (partie française), dont elle est une commune de la couronne,. Cette aire, qui regroupe 158 communes, est catégorisée dans les aires de 700 000 habitants ou plus (hors Paris),.

### Occupation des sols
L'occupation des sols de la commune, telle qu'elle ressort de la base de données européenne d’occupation biophysique des sols Corine Land Cover (CLC), est marquée par l'importance des territoires agricoles (70,7 % en 2018), en diminution par rapport à 1990 (81,4 %). La répartition détaillée en 2018 est la suivante : 
zones agricoles hétérogènes (45,3 %), prairies (25,4 %), forêts (15,6 %), zones urbanisées (8,4 %), zones industrielles ou commerciales et réseaux de communication (5,3 %).
L'IGN met par ailleurs à disposition un outil en ligne permettant de comparer l’évolution dans le temps de l’occupation des sols de la commune (ou de territoires à des échelles différentes). Plusieurs époques sont accessibles sous forme de cartes ou photos aériennes : la carte de Cassini (XVIIIe siècle), la carte d'état-major (1820-1866) et la période actuelle (1950 à aujourd'hui).

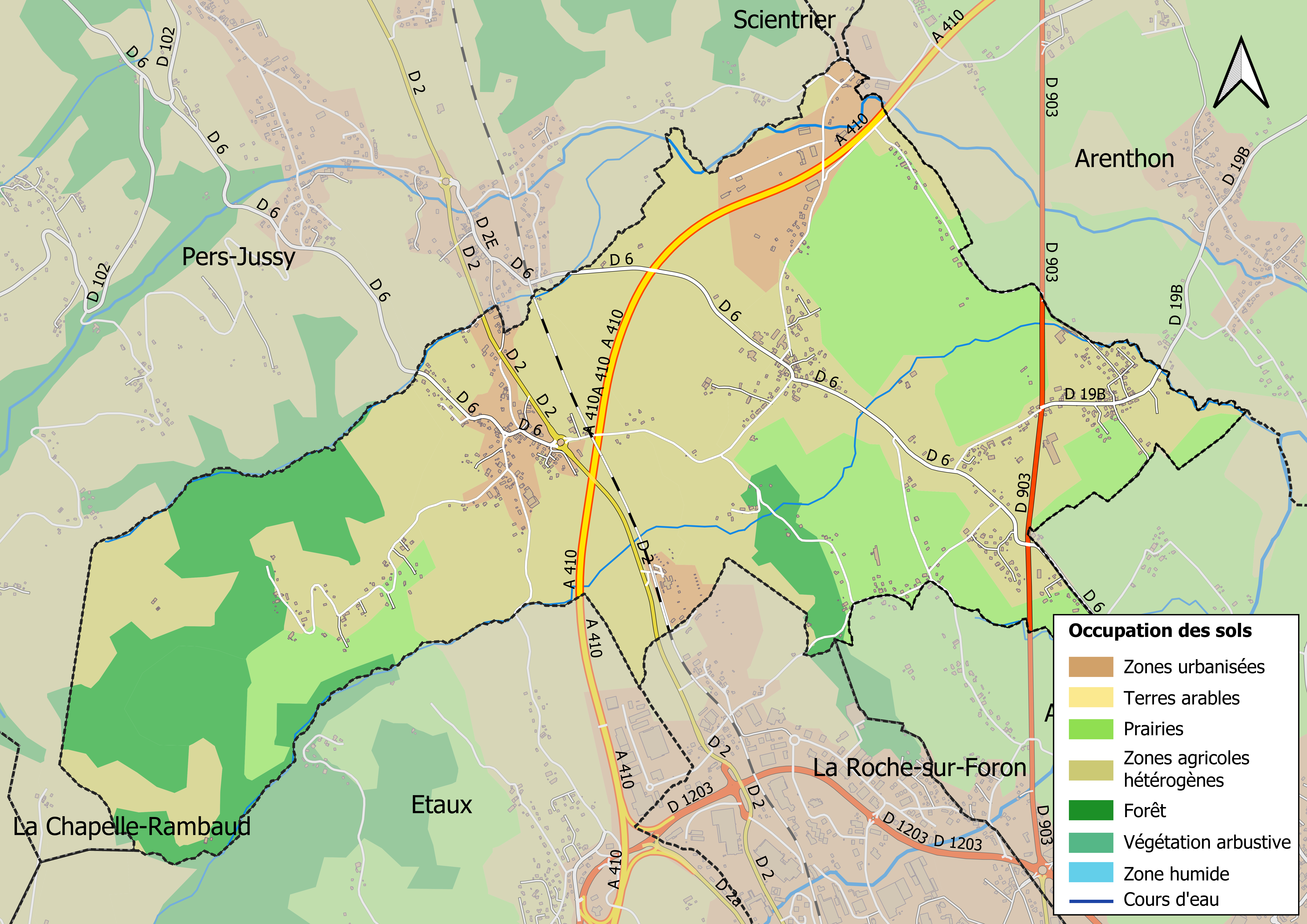
Carte des infrastructures et de l'occupation des sols en 2018 (CLC) de la commune.
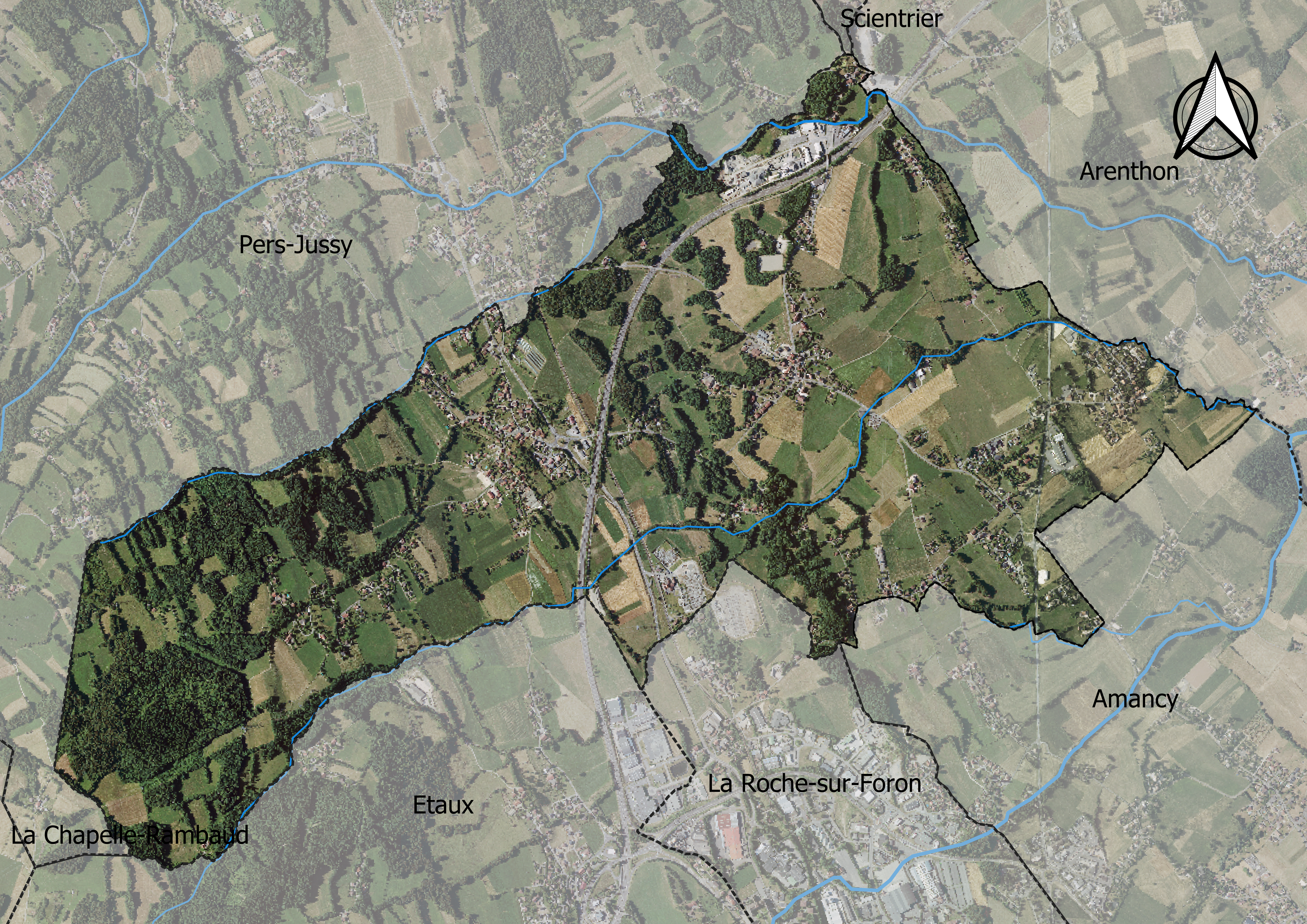
Carte orthophotogrammétrique de la commune.

## Toponymie
Le toponyme de Cornier trouverait son origine soit dans le mot de l'ancien français désignant le « coin », soit dans un patronyme Cornier.
En francoprovençal, le nom de la commune s'écrit Korni, selon la graphie de Conflans.

## Histoire

### Époque romaine et pré-romaine
On suppose que le territoire de Cornier, situé sur le flanc boisé du Plan des Rocailles, a été habité par la tribu des Allobroges à l'époque gauloise. Ce peuple y avait basé de nombreuses exploitations viticoles (100 à 45 av. J.-C.), en particulier dans la zone se trouvant à proximité du centre actuel du village. Cette présence se retrouve aussi dans les toponymes, comme « chez clé », comme rapporté par les « sages » du village, qui semblait indiquer la porte d'entrée du territoire des Allobroges dans le Plan des Rocailles.

### Situation féodale auxXIVeetXVIesiècles
Les seigneurs de Cornillon  qui présentaient alors comme armes : d'or au chevron de gueules accompagné de trois corneilles volantes de sable en 2 et 1. Ce blason encore visible aujourd'hui sur l'ancienne ferme Roch, devenue propriété de la commune, n'étaient alors plus présents à Cornier (monographie de Cornier abbé Gaillard).
Les  seigneurs  de Mesmes, au blason, d'or au chevron d'azur avec un croissant de même en pointe. Ces armes reprises sur l'ancienne ferme Roch, au-dessus  de la porte d'entrée d'habitation principale, étaient les principaux titulaires de fiefs, avec les seigneurs de Thoire et de Rossillon (Roucigniodi).
Les autres titulaires de fiefs et charges étaient les familles : de Sauthier, de Moussy, Déage, Constantin, Brasier, Floquet, de Porte, Pugin, de Alamandis, Tissot, de Sales, Troctet, Mugnerii (.. SA 13527-13545-13579 ..comptes de châtellenie et de subsides A D HS).
Les seigneurs de Chissé de Polinges furent à Cornier, du XVIIe au XIXe siècle, les successeurs par alliance, successions et acquisitions, des biens précédemment tenus aux XIVe et XVIe siècles par les seigneurs de Mesmes et de Sauthier de la Balme (actes successions de Mesmes).

### Période contemporaine
Lors des débats sur l'avenir du duché de Savoie, en 1860, la population est sensible à l'idée d'une union de la partie nord du duché à la Suisse. Une pétition circule dans cette partie du pays (Chablais, Faucigny, Nord du Genevois) et réunit plus de 13 600 signatures, dont 129 dans le village,. Le duché est réuni à la suite d'un plébiscite organisé les 22 et 23 avril 1860 où 99,8 % des Savoyards répondent « oui » à la question « La Savoie veut-elle être réunie à la France ? ».

## Politique et administration
| Période                                  | Période  | Identité       | Étiquette | Qualité |
| ---------------------------------------- | -------- | -------------- | --------- | ------- |
| mars 2001                                | En cours | Gilbert Allard | ...       | ...     |
| Les données manquantes sont à compléter. |          |                |           |         |

## Démographie
Les habitants de la commune sont appelés les Cornièrans.
L'évolution du nombre d'habitants est connue à travers les recensements de la population effectués dans la commune depuis 1793. Pour les communes de moins de 10 000 habitants, une enquête de recensement portant sur toute la population est réalisée tous les cinq ans, les populations de référence des années intermédiaires étant quant à elles estimées par interpolation ou extrapolation. Pour la commune, le premier recensement exhaustif entrant dans le cadre du nouveau dispositif a été réalisé en 2007.

En 2022, la commune comptait 1 468 habitants, en évolution de +12,58 % par rapport à 2016 (Haute-Savoie : +6,01 %, France hors Mayotte : +2,11 %).
| 1793  | 1800 | 1806 | 1822 | 1838 | 1848 | 1858 | 1861 | 1866 |
| ----- | ---- | ---- | ---- | ---- | ---- | ---- | ---- | ---- |
| 1 015 | 440  | 447  | 491  | 660  | 649  | 664  | 718  | 638  |

| 1872 | 1876 | 1881 | 1886 | 1891 | 1896 | 1901 | 1906 | 1911 |
| ---- | ---- | ---- | ---- | ---- | ---- | ---- | ---- | ---- |
| 662  | 674  | 674  | 633  | 608  | 599  | 598  | 575  | 525  |

| 1921 | 1926 | 1931 | 1936 | 1946 | 1954 | 1962 | 1968 | 1975 |
| ---- | ---- | ---- | ---- | ---- | ---- | ---- | ---- | ---- |
| 481  | 470  | 476  | 500  | 468  | 490  | 526  | 522  | 573  |

| 1982 | 1990 | 1999 | 2006  | 2007  | 2012  | 2017  | 2022  | - |
| ---- | ---- | ---- | ----- | ----- | ----- | ----- | ----- | - |
| 616  | 763  | 936  | 1 026 | 1 039 | 1 187 | 1 333 | 1 468 | - |

## Culture et patrimoine

### Lieux et monuments
- Hameaux : le Bourg, le Châtelet, Cornier, Agnim (villages selon enquête et contre-enquête dans le Faucigny delphinal de 1339, population de 64 feux).
- Châtelet du Crédoz ou Châtelet du Cret d'Ot, XIIIe siècle.
- Chapelle de la Maladière-de-Veige ou Sainte-Madeleine.  Classée MH (1932).
- Chapelle des Hospitaliers à Moussy.  Inscrite MH (1930).
- Moulin à eau du Châtelet de Crédoz.
- Église Saint-Just.

### Héraldique
| Blason de Cornier | Blason  | Écartelé ; au premier cinq points d'or équipolé de quatre d'azur, au deuxième taillé au I d'argent à trois corneilles contournées de sable,becquées et membrées de gueules,ordonnées en orle, et au II d'azur à une tour d'or ouverte du champ, maçonnée de sable, au troisième d'or à un dauphin d'argent*, au quatrième palé d'or et de gueules. |
| Blason de Cornier | Détails | * Il y a là non-respect de la règle de contrariété des couleurs : ces armes sont fautives ( au troisième argent/or). Adopté par délibération du conseil municipal du 29 septembre 1999. |